# ريغان سلاتر
ريغان سلاتر (بالإنجليزية: Regan Slater)‏ هو لاعب كرة قدم بريطاني في مركز الوسط، ولد في 11 سبتمبر 1999 في Gleadless ‏ في المملكة المتحدة. لعب مع سكونثورب يونايتد وشيفيلد يونايتد ونادي كارلايل يونايتد.

## وصلات خارجية
- ريغان سلاتر على موقع قاعدة بيانات كرة القدم.إي يو (الإنجليزية)
- ريغان سلاتر على موقع Soccerbase.com (لاعب) (الإنجليزية)
- ريغان سلاتر على موقع Soccerway.com (الإنجليزية)